# St. Sebastian (Großaitingen)

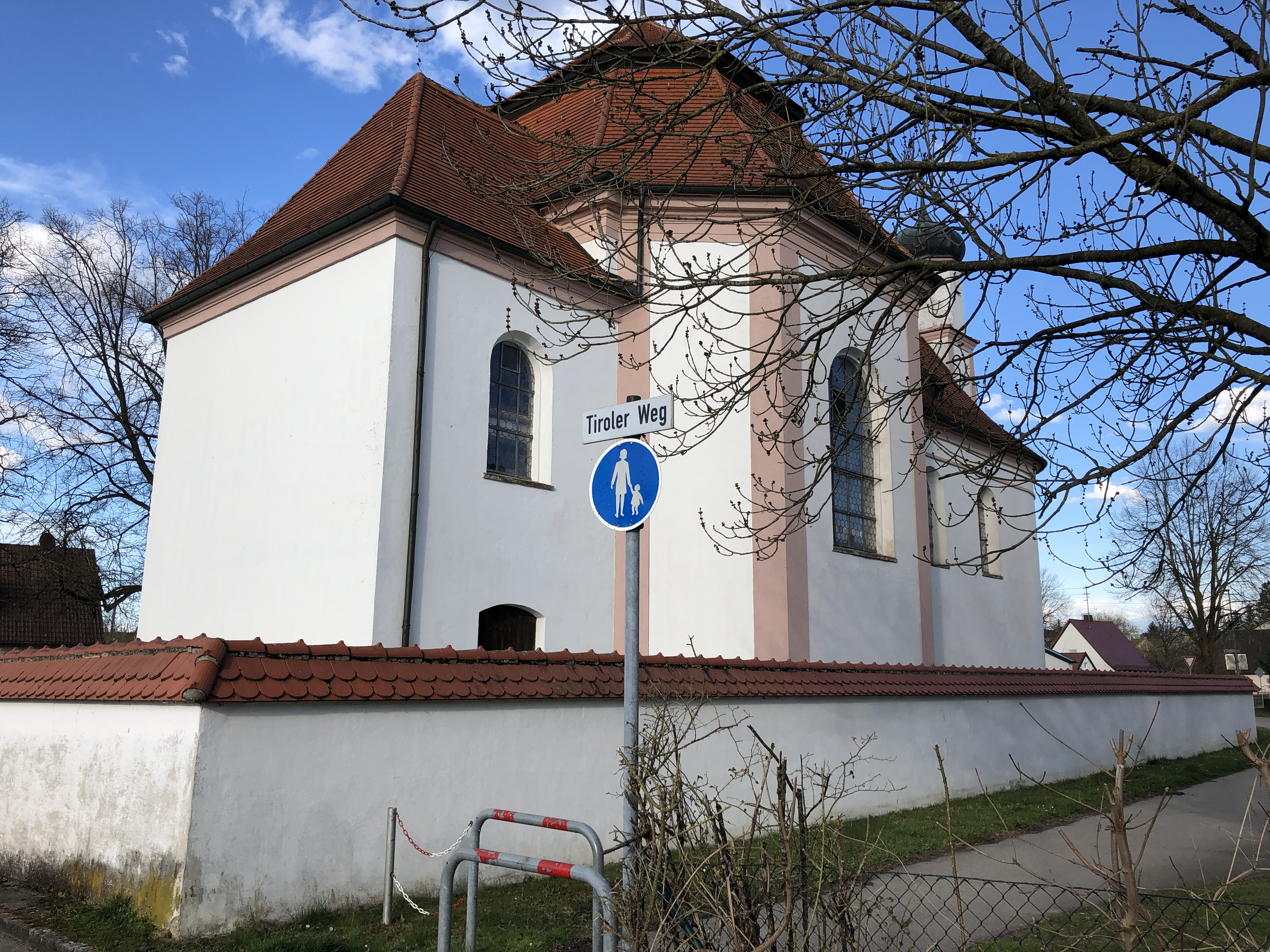
St. Sebastian in Großaitingen

Die römisch-katholische Kapelle St. Sebastian steht in Großaitingen im schwäbischen Landkreis Augsburg von Bayern. Das Bauwerk ist  in der Liste der Baudenkmäler in Großaitingen als Baudenkmal unter der Nr. D-7-72-151-15 eingetragen. Die Kapelle gehört zum Bistum Augsburg.

## Beschreibung
Die Kapelle wurde anstelle des von Jakob Aschberger 1628 errichteten Vorgängerbaus nach Plänen von Johann Benedikt Ettl im vereinfachten Grundriss der Wallfahrtskirche Herrgottsruh in Oberndorf am Lech 1739/40 im ehemaligen Pestfriedhof gebaut. Sie ist ein querrechteckiger Zentralbau mit abgeschrägten Ecken, die mit Pilastern verziert sind. Im Osten befindet sich der halbrund geschlossene Chors, aus dem sich ein quadratischer Dachturm erhebt, auf dessen achteckigem Obergeschoss eine Zwiebelhaube sitzt. Das Innere des Zentralbaus zeigt sich als Scheinarchitektur. Im Innenraum des Chors steht der Hochaltar, ferner hat dort Matthäus Günther um 1740  ein Fresko gestaltet, auf dem der von den Theologischen Tugenden umgebene heilige Sebastian dargestellt ist.